# Mestre Irineu
Raimundo Irineu Serra, anche conosciuto come Mestre (Maestro) Irineu (São Vicente Ferrer, 15 dicembre 1892 – Rio Branco, 6 luglio 1971), è stato un religioso brasiliano, fondatore di una religione sincretica, il Santo Daime.

## Biografia
Mestre Irineu era figlio dell'ex schiavo Sancho Martino e di Joana Assunção, giunse nello Stato dell'Acre all'età di 20 anni, seguendo il movimento migratorio dell'estrazione del lattice nelle piantagioni di caucciù.Verso la fine del 1910, si stabilì nelle vicinanze del centro abitato di Brasiléia, al confine con il Perù. Proprio lì, nel mezzo della foresta sudamericana, Serra cristianizzò le tradizioni della bevanda sacramentale ayahuasca, già conosciuta dagli Incas, ma ribattezzata, ora, col nome di Daime, dall'invocazione spirituale che il fedele deve esprimere nel comunicare con la bevanda: Dai-me Amor (Dammi Amore), Dai-me Luz (Dammi Luce), ecc. Proprio dalla cristianizzazione di questa bevanda ha preso il nome la Chiesa del Santo Daime, di cui Serra è, quindi, considerato il fondatore.
È una dottrina religiosa basata sull'assunzione rituale di una bevanda di nome ayahuasca o Santo Daime, associata a preghiere rivolte a diverse divinità. Il culto nasce dalla fusione di diverse religioni e credenze indigene. Mestre Irineu è considerato santo da molte di queste associazioni religiose.
Nel 1912 andò a Manaus, dove rimase per due anni, poi andò a lavorare nelle piantagioni di caucciù di Brasiléia per tre anni e poi a Sena Madureira, dove visse per altri tre anni.
Tornato a Rio Branco, entrò nella Guarda territorial, fino a raggiungere la posizione di Cabo. successivamente vinse il concorso per entrare nella Comissão de Limites, ente del Governo Federale che delimitava le frontiere tra Acre, la Bolivia e il Perù, un organo comandato dal Maresciallo Rondon. Fu proprio Rondon a nominare Irineu tesoriere, un incarico di fiducia.
In seguito Mestre Irineu tornò nella foresta a lavorare nelle piantagioni, e conobbe Antonio Costa, che diventò un suo grande amico.

## La dottrina della foresta
Antônio Costa presentò Irineu allo sciamano peruviano Pisango, che eseguiva i suoi "trabalhos" ("lavori") con un tè chiamato ayahuasca.
Non ci sono molti documenti che possano attestare la veridicità dei molti avvenimenti legati a Raimundo Irineu Serra. Una buona parte di ciò che si sa sull'origine del Santo Daime e sulla vita di Mestre Irineu ci è giunto per tradizione orale attraverso i suoi seguaci più anziani. Il racconto che segue è riferito da molti seguaci di Raimundo Irineu ed è contenuto nel libro "Nosso Senhor Aparecido na Floresta" (Nostro Signore apparso nella foresta) scritto dal seguace del Daime Lúcio Mortimer:
--Raimundo Irineu partecipò alle sedute guidate dallo sciamano Pisango e, assumendo la bevanda, percepì una sensazione diversa, un sussulto interiore, una forza strana e vide una grande luce nella stanza. Mentre gli altri partecipanti avevano visioni di demoni, Irineu vide solo una croce cristiana in molte forme diverse, una croce che percorreva il mondo intero, e sentì che la bevanda lo metteva in contatto con Dio—Alcuni anni dopo Raimundo Irineu si recò nella città di Rio Branco, dove cominciò a operare con un piccolo gruppi di discepoli. La sua fama di guaritore si diffuse nella città, a lui giungevano persone delle più diverse condizioni sociali e culturali. Raimundo Irineu si affiliò al Centro da Centro da Comunhão do Pensamento (Centro della Comunione del Pensiero) e anche all'antica Rosa Mistica Rosacruz. Si stabilì definitivamente, con la sua famiglia e un gruppo di seguaci, nella località denominata Alto Santo, dove operò fino alla morte, avvenuta il 6 luglio 1971.
Per i seguaci delle diverse linee del Santo Daime, Mestre Irineu ancora opera guarigioni, perché ha lasciato i suoi messaggi in un insieme di inni, che si dice siano stati ispirati dalla Rainha da Floresta (Regina della Foresta) e da altri esseri divini. Queste musiche sono considerate "canções de poder" (canti di potere) e trasmettono gli insegnamenti biblici con un linguaggio semplice e poetico.